# Tollaincourt (comuna suprimida)
Tollaincourt era una comuna francesa situada en el departamento de Vosgos, de la región de Gran Este, que el 1 de enero de 2017 fue suprimida al fusionarse con la comuna de Rocourt, y formar la comuna nueva de Tollaincourt.

## Demografía
| Gráfica de evolución demográfica de Tollaincourt entre 1800 y 2014 |
|                                                                    |

Los datos demográficos contemplados en este gráfico de la comuna de Tollaincourt se han cogido de 1800 a 1999 de la página francesa EHESS/Cassini, y los demás datos de la página del INSEE.